# NGC 2396
NGC 2396 is een open sterrenhoop in het sterrenbeeld Achtersteven. Het hemelobject werd op 31 januari 1785 ontdekt door de Duits-Britse astronoom William Herschel. 

## Synoniemen
- OCL 579